# Cyornis caerulatus
Cyornis caerulatus е вид птица от семейство Muscicapidae. Видът е световно застрашен, със статут Уязвим.

## Разпространение
Видът е разпространен в Бруней, Индонезия и Малайзия.